# Dranoutre Military Cemetery
Dranoutre Military Cemetery is een Britse militaire begraafplaats met gesneuvelden uit de Eerste Wereldoorlog, gelegen in het Belgische dorp Dranouter, een deelgemeente van Heuvelland. De begraafplaats ligt 250 m ten noordwesten van het dorpscentrum. Ze werd ontworpen door Charles Holden met assistentie van William Cowlishaw en wordt onderhouden door de Commonwealth War Graves Commission. Het terrein is 3.800 m² groot en is omgeven door hagen en afrasteringen. Het Cross of Sacrifice staat centraal aan de noordzijde waar zich ook de toegang bevindt in een natuurstenen muurtje. Er worden 459 doden herdacht waaronder 3 niet geïdentificeerde. 

## Geschiedenis
Dranouter werd op 14 oktober 1914 door de  1st Cavalry Division veroverd en bleef tot 25 april 1918 in geallieerde handen. Toen werd het tijdens het Duitse lenteoffensief door de Duitse troepen ingenomen ondanks de felle weerstand van de Franse 154 ste Divisie. Op 30 augustus 1918 werd het door de Britse  30th Division heroverd. De begraafplaats werd in juli 1915 gestart en tot maart 1918 door gevechtseenheden en veldhospitalen (Field Ambulances) gebruikt. In september en oktober 1918 werden nog 30 graven toegevoegd. Tijdens de heropbouw van de kerk in 1923 werden 19 Britse graven vanuit het kerkhof van Dranouter naar hier overgebracht. 
Op de begraafplaats liggen 422 Britten (waaronder 3 niet geïdentificeerde), 19 Canadezen, 16 Australiërs,  1 Nieuw-Zeelander en 1 Duitser begraven.
Op het kerkhof van het dorp liggen nog 79 slachtoffers die bij de CWGC geregistreerd staan als Dranouter Churchyard.
De begraafplaats wordt sinds 2009 als monument beschermd.

## Graven

### Onderscheiden militairen
- William Albert De Courcey King, luitenant-kolonel bij de Royal Engineers, Robert Curwen Richmond Blair, kapitein bij het Border Regiment en George Richard Owen Edwards, majoor bij de Royal Field Artillery werden onderscheiden met de Distinguished Service Order (DSO), de laatstgenoemde ontving deze onderscheiding tweemaal (DSO and Bar).
- de luitenants C. L. Blair en John Marshall Youngman ontvingen het Military Cross (MC).
- korporaal A. W. Bray werd onderscheiden met de Distinguished Conduct Medal (DCM).
- A.R. Turner, sergeant bij de Royal Field Artillery werd onderscheiden met de Meritorious Service Medal (MSM).
- de sergeanten I.H.Roberts, A. Neale en A. Driver, de korporaals Joshua Harrison en Jonathan Armstrong en de soldaten W.J. Hopkins en Lewis Brammer werden onderscheiden met de Military Medal (MM).

### Aliassen
- soldaat Allan A. McQuillan diende onder het alias Dan MacLean bij de Princess Patricia's Canadian Light Infantry (Eastern Ontario Regiment).
- soldaat Henry Lawton diende onder het alias Herbert Ford bij het Machine Gun Corps (Infantry).

### Gefusilleerde militair
- Frederick Broadrick, soldaat bij het 11th Bn. Warwickshire Regiment werd wegens desertie gefusilleerd op 1 augustus 1917.[2]